# Friedrich Wilhelm Meves
Friedrich Wilhelm Meves, född 14 april 1814 i Delligsen i hertigdömet Braunschweig, död 10 april 1891 i Stockholm, var en tysk-svensk ornitolog. Hans föräldrar var prästen Ludvig Meves och Augusta Lüders.
Redan som barn visade Meves intresse för naturvetenskaperna och undervisades av sin far, som själv var naturintresserad. Fadern avled när Meves var tretton år. Han bodde sedan hos sin morfar, som var präst i en braunschweigisk by, till 1829, då han kom i lära hos en apotekare i Elbingrode-am-Harz. Efter en femårig lärokurs utexaminerades han till provisor. Han fortsatte sedan sina studier i språk och naturvetenskap och kunde då vara på platser som var gynnsamma för ornitologiska iakttagelser, såsom Mühlhausen i Thüringen, Ottendorf vid Elbes utlopp, Heiligenhafen, Kiel med flera. 1840 inskrevs han vid universitetet i Kiel till »studiosus medicinæ et rerum naturalium» och anställdes som amanuens vid anatomisk-zoologiska museet där han blev vän med ornitologen Friedrich Boie. Han var sedan konservator vid Naturhistoriska riksmuseets zoologiska samlingar från våren 1842 till 1877. I den zoologiska delen av riksmuseum införde Meves representerande serier av fågelarterna i deras olika utvecklingsstadier och vid prepareringen ägnade han en synnerlig uppmärksamhet åt det egendomligt plastiska i varje djurkropps form. För vetenskapliga, särskilt ornitologiska, forskningar företog han en mängd resor till Öland, Gotland, Skåne, Västergötland, Jämtland, nordvästra Ryssland, Ural, Schweiz, Frankrike, Kungariket Förenade Nederländerna, Tyskland med flera och medförde från dessa färder värdefulla naturföremål för riksmuseets samlingar. I tryck meddelade han en mängd uppsatser i Öfversigt af Kongl. Vetenskaps-Akademiens Förhandlingar, såsom: Om färgförändringen hos foglar med och utan ruggning 1854, Till Gotlands Fauna 1856, Till Norra Sveriges ornithologi 1858, Om den röda färgen hos Gypaëtus 1860, Bidrag till Sveriges ornithologi 1868, Ornithologiska iakttagelser i nordvästra Ryssland 1871 – spridda meddelanden i Naumannia, Journ. für Ornithologie; Proceedings of the Zoological Society, Dressers the Birds of Europe med mera. Meves ledde utförandet av figurerna till Atlas öfver Skandinaviens däggdjur 1878, med text av A. E. Holmgren.
Meves var ledamot av flera utländska naturhistoriska samfund.
Han var gift från 1844 med Ida Lappe, dotter till författaren Karl Lappe och översättare av flera av Runebergs poetiska arbeten med mera.